# MLB All-Star Game 1973
MLB All-Star Game 1973 – 44. Mecz Gwiazd ligi MLB, który odbył się 24 lipca 1973 roku na stadionie Royals Stadium w Kansas City. Mecz zakończył się zwycięstwem National League All-Stars 7–1. Spotkanie obejrzało 40 849 widzów.
Najbardziej wartościowym zawodnikiem został wybrany Bobby Bonds z San Francisco Giants, który zaliczył dwa uderzenia, w tym dwupunktowego home runa oraz double'a.

## Wyjściowe składy
| National League | National League | National League | National League | American League | American League | American League | American League |
| #               | Zawodnik        | Klub            | Pozycja         | #               | Zawodnik        | Klub            | Pozycja         |
| --------------- | --------------- | --------------- | --------------- | --------------- | --------------- | --------------- | --------------- |
| 1               | Pete Rose       | Reds            | LF              | 1               | Bert Campaneris | Athletics       | SS              |
| 2               | Joe Morgan      | Reds            | 2B              | 2               | Rod Carew       | Twins           | 2B              |
| 3               | César Cedeño    | Astros          | CF              | 3               | John Mayberry   | Royals          | 1B              |
| 4               | Hank Aaron      | Braves          | 1B              | 4               | Reggie Jackson  | Athletics       | RF              |
| 5               | Billy Williams  | Cubs            | RF              | 5               | Amos Otis       | Royals          | CF              |
| 6               | Johnny Bench    | Reds            | C               | 6               | Bobby Murcer    | Yankees         | LF              |
| 7               | Ron Santo       | Cubs            | 3B              | 7               | Carlton Fisk    | Red Sox         | C               |
| 8               | Chris Speier    | Giants          | SS              | 8               | Brooks Robinson | Orioles         | 3B              |
| 9               | Rick Wise       | Cardinals       | P               | 9               | Catfish Hunter  | Athletics       | P               |

| National League | 0 | 0 | 2 | 1 | 2 | 2 | 0 | 0 | 0 | 7 | 10 | 0 |
| American League | 0 | 1 | 0 | 0 | 0 | 0 | 0 | 0 | 0 | 1 | 5  | 0 |
| WP: Rick Wise (1–0) LP: Bert Blyleven (0–1) SV: Jim Brewer (1) Home runy: NL: Johnny Bench (1), Bobby Bonds (1), Willie Davis (1) |   |   |   |   |   |   |   |   |   |   |    |   |

## Składy
| Miotacze - Bert Blyleven (1) - Jim Colborn (1) - Rollie Fingers (1) - Ken Holtzman (2) - Catfish Hunter (5) - Bill Lee (1) - Sparky Lyle (1) - Nolan Ryan (2) - Bill Singer (2) Łapacze - Carlton Fisk (2) - Bill Freehan (10) - Thurman Munson (2) |  | Wewnątrzpolowi - Dick Allen (6) - Sal Bando (3) - Buddy Bell (1) - Ed Brinkman (1) - Bert Campaneris (3) - Rod Carew (7) - John Mayberry (1) - Dave Nelson (1) - Brooks Robinson (17) - Cookie Rojas (4) - Jim Spencer (1) - Carl Yastrzemski (10) Zapolowi - Paul Blair (2) - Willie Horton (4) - Reggie Jackson (4) - Pat Kelly (1) - Dave May (1) - Bobby Murcer (3) - Amos Otis (4) |  | Menadżer - Dick Williams Trenerzy - Whitey Herzog - Chuck Tanner |

| Miotacze - Jack Billingham (1) - Jim Brewer (1) - Dave Giusti (1) - Claude Osteen (3) - Tom Seaver (7) - Don Sutton (2) - Wayne Twitchell (1) - Rick Wise (2) Łapacze - Johnny Bench (6) - Ted Simmons (2) |  | Wewnątrzpolowi - Hank Aaron (23) - Nate Colbert (3) - Dave Concepción (1) - Darrell Evans (1) - Ron Fairly (1) - Davey Johnson (4) - Joe Morgan (4) - Ron Santo (9) - Chris Speier (2) - Joe Torre (9) Zapolowi - Bobby Bonds (2) - César Cedeño (2) - Willie Davis (2) - Willie Mays (24) - Manny Mota (1) - Pete Rose (7) - Willie Stargell (6) - Bob Watson (1) - Billy Williams (6) |  | Menadżer - Sparky Anderson Trenerzy - Gene Mauch - Bill Virdon |

- W nawiasie podano liczbę powołań do All-Star Game.